# Erich Schützendorf
Erich Schützendorf (geb. 1949) ist ein deutscher Diplom-Pädagoge und Sachbuch-Autor, der sich vor allem mit Fragen der Geragogik und der pflegerischen Versorgung von Menschen mit Demenz beschäftigt.

## Beruflicher Werdegang
Schützendorf studierte Pädagogik, Psychologie und Soziologie. Er war bis zu seiner Pensionierung im Jahr 2015 Direktor und Fachbereichsleiter für Fragen des Älterwerdens an der Volkshochschule des Kreises Viersen, Lehrbeauftragter für Soziale Gerontologie an der Hochschule Niederrhein und Dozent bei Kongressen sowie an Fachseminaren für Altenpflege. Er widmet sich der Geragogik in praktischen Handlungsfeldern sowie der Fortbildung in der Altenpflege.

## Rezeption
Einige seiner Bücher werden vom Bundesministerium für Familie, Senioren, Frauen und Jugend als Fachliteratur zur Pflege-Charta aufgeführt. Schützendorf wird als "führender Denker im Umgang mit Demenz und Pflege" bezeichnet, der "seit Jahrzehnten die Diskussion über das Altern, die Bedürfnisse von Menschen mit Demenz und die Herausforderungen pflegender Angehöriger" präge. Er sei in der Altenpflegebranche seit Jahren "ein seit Jahrzehnten bekannte[r] und beliebte[r] Autor und Referent".

## Werke

### Bücher
- Mit Alten über Alter reden. Frankfurt am Main 1985, ISBN 3-88513-040-8.
- mit Helmuth Wallrafen-Dreisow: In Ruhe verrückt werden dürfen. Frankfurt 1991, ISBN 3-596-10516-1.
- Das Recht der Alten auf Eigensinn. München 1997, ISBN 3-497-01416-8.
- Die liebe Last - Altenpflege in der Familie. München 1999, ISBN 3-596-14250-4.
- Biotope und Schleusen im Meer der Ver-rücktheit. Düsseldorf 2000, DNB 970674198
- Wer pflegt, muss sich pflegen - Belastungen in der Altenpflege meistern. Wien 2006, ISBN 3-211-29135-0.
- mit Wolfgang Dannecker: Vergesslich, störrisch, undankbar? Demente Angehörige liebevoll pflegen. München 2008, ISBN 978-3-497-02030-0.
- Das Alter als Nachspeise - leicht bis schwer verdauliche Kost für Menschen, die in die Jahre kommen. Viersen 2011, ISBN 978-3-940063-68-7.
- Meine Lebensverfügung für ein gepflegtes Alter. München 2017, ISBN 978-3-497-02711-8.
- In Ruhe alt werden können? - widerborstige Anmerkungen. Frankfurt am Main 2019, ISBN 978-3-938304-05-1.
- mit Jürgen Datum: Anderland entdecken, erleben, begreifen. Ein Reiseführer in die Welt von Menschen mit Demenz. München 2019, ISBN 978-3-497-02898-6.
- Kommunikation mit Menschen mit Demenz. Heidelberg 2020, ISBN 978-3-86216-602-2.

### Herausgeber
- mit Monika Müller und Lukas Radbruch (Hrsg.): Verstand ist nicht alles – Leben mit Demenz. Göttingen 2023, ISBN 978-3-525-80622-7.